# Inherent Vice (film)
Inherent Vice er en amerikansk krimi-, komedie- og dramafilm fra 2014, instrueret og filmatiseret af Paul Thomas Anderson, baseret på romanen med samme navn af Thomas Pynchon. Filmen har Joaquin Phoenix, Josh Brolin, Owen Wilson, Katherine Waterston, Reese Witherspoon, Benicio del Toro, Jena Malone, Maya Rudolph og Martin Short i de hovedrollerne. Det er den første spillefilmen som nogensinde er baseret på et af Pynchons værker.
Filmen havde verdenspremiere på filmfestivalen i New York 2014 og blev udgivet på i biograferne i USA den 12. december 2014 og dansk premiere den 15. februar.

## Handling
Den rusglade detektiv Larry «Doc» Sportello (Joaquin Phoenix) forsøger at finde ud hvad, der skete efter at hans eks-kæreste forsvinder på mystisk vis. Handlingen foregår i 1970 i Los Angeles.

## Medvirkende
- Joaquin Phoenix som Larry «Doc» Sportello
- Josh Brolin som Det. Christian F. «Bigfoot» Bjornsen
- Owen Wilson som Coy Harlingen
- Katherine Waterston som Shasta Fay Hepworth
- Reese Witherspoon som Penny Kimball
- Benicio del Toro som Sauncho Smilax, Esq.
- Jena Malone som Hope Harlingen
- Maya Rudolph som Petunia Leeway
- Martin Short som Dr. Rudy Blatnoyd
- Joanna Newsom som Sortilège
- Jeannie Berlin som tante Reet
- Eric Roberts som Michael Z. «Mickey» Wolfmann
- Serena Scott Thomas som Sloane Wolfmann
- Martin Dew som Dr. Buddy Tubeside
- Michael K. Williams som Tariq Khalil
- Hong Chau som Jade
- Shannon Collis som Bambi
- Christopher Allen Nelson som Glenn Charlock
- Vivienne Khaledi som Amethyst Harlingen
- Andrew Simpson som Riggs Warbling
- Sam Jaeger som Agent Flatweed
- Timothy Simons som Agent Borderline
- Jillian Bell som Chlorinda
- Michelle Sinclair as Clancy Charlock
- Elaine Tan som Xandra
- Sasha Pieterse som Japonica Fenway
- Keith Jardine som Puck Beaverton
- Delaina Mitchell som Mrs. Chastity Bjornsen
- Jefferson Mays som Dr. Threeply
- Erica Sullivan som Dr. Lily Hammer
- Peter McRobbie som Adrian Prussia
- Martin Donovan som Crocker Fenway
- Samantha Lemole som Golden Fang Mother
- Madison Leisle som Golden Fang Daughter